# الكسيس رودريغيز
الكسيس رودريغيز (بالألمانية: Alexis Rodríguez Hernández) (و. 1977  م) هو راكب دراجة هوائية إسباني.

## روابط خارجية
- الكسيس رودريغيز على موقع الاتحاد الدولي للدراجات (الإنجليزية)
- الكسيس رودريغيز على موقع أرشيف الدراجات (الإنجليزية)
- الكسيس رودريغيز على موقع إحصائيات الدراجات الإحترافية (الإنجليزية)
- الكسيس رودريغيز على موقع نسبة الدراجات (الإنجليزية)